# Thecla lineata
Thecla lineata är en fjärilsart som beskrevs av Percy I. Lathy 1936. Thecla lineata ingår i släktet Thecla och familjen juvelvingar. Inga underarter finns listade i Catalogue of Life.